# كارلا هارفي
كارلا هارفي (بالإنجليزية: Carla Harvey)‏ هي مغنية أمريكية، ولدت في 4 أكتوبر 1976 في ديترويت في الولايات المتحدة.

## وصلات خارجية
- الموقع الرسمي
- كارلا هارفي على موقع IMDb (الإنجليزية)
- كارلا هارفي على موقع ميوزك برينز (الإنجليزية)
- كارلا هارفي على موقع ديسكوغز (الإنجليزية)
- كارلا هارفي على موقع قاعدة بيانات الفيلم (الإنجليزية)